# Arandaspida
Gli arandaspidi (Arandaspida) sono un gruppo di vertebrati fossili primitivi, tra i più antichi finora rinvenuti.

## I primi "pesci"
I loro fossili risalgono all'Ordoviciano inferiore e medio (tra 480 e 440 milioni di anni fa). Si pensa appartenessero alla classe degli pteraspidomorfi, a causa della presenza di grandi placche in posizione dorsale e ventrale, caratteristiche del gruppo. I resti fossili di questi animali sono stati ritrovati in Sudamerica (Argentina e Bolivia) e Australia, in sedimenti marini. In generale, la forma del corpo ricordava quella di un girino stranamente allungato. Non erano presenti nessun tipo di pinne, a eccezione di quella caudale.

## Descrizione
Gli arandaspidi sono caratterizzati da occhi posti anteriormente, frontali, in un'apposita fossetta che si apriva nello scudo dorsale. Tra questa grande placca e quella ventrale vi era una serie di venti piccoli scudi a forma di diamante. Tra queste placche si aprivano minuscole branchie esterne. Lo scudo cefalico degli arandaspidi è allungato, con un dorso relativamente piatto e un ventre bombato. Le narici, probabilmente, erano situate tra gli occhi. Le ossa dermiche degli arandaspidi erano composte di aspidina (osso acellulare) ed erano ornate da tubercoli privi di dentina. 

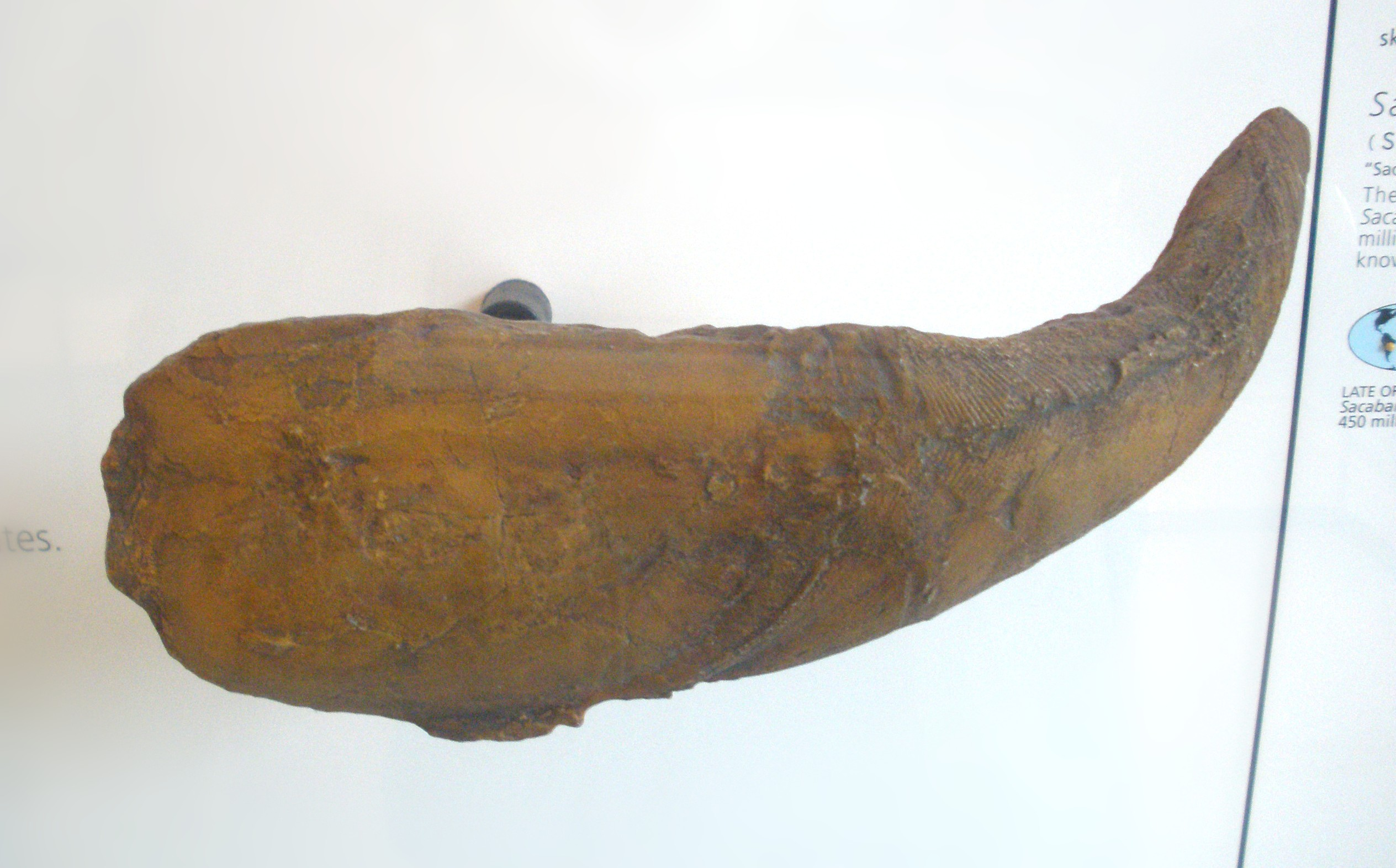
Fossile di Sacabambaspis

## Interrelazioni
Gli arandaspidi comprendono quattro generi monospecifici: Arandaspis, Porophoraspis, Sacabambaspis e Andinaspis. Principalmente si rinvengono in strati dell'Ordoviciano medio, ma frammenti di corazze di arandaspidi sono stati ritrovati in terreni databili all'inizio dell'Ordoviciano. Non esiste una filogenia chiara del gruppo, considerato che Andinaspis e Porophoraspis sono conosciuti per frammenti. Le caratteristiche dei vari generi, dunque, si basano sull'aspetto degli ornamenti dermici. I tubercoli di Arandaspis sono a forma di goccia, quelli di Porophoraspis perforati da grandi pori, quelli di Andinaspis e Sacabambaspis sono a forma di foglia. Quale fosse il tipo di tubercoli più primitivo non è noto, anche se i frammenti più antichi richiamano quelli di Porophoraspis.